# مات باترسون
مات باترسون (بالإنجليزية: Matt Paterson)‏ هو لاعب كرة قدم بريطاني في مركز الهجوم، ولد في 18 أكتوبر 1989 في دنفيرملين في المملكة المتحدة. شارك مع منتخب اسكتلندا تحت 19 سنة لكرة القدم. أما مع النوادي، فقد لعب مع ستوكبورت كونتي وفوريست غرين ونادي ألدرشوت تاون ونادي بيرتن ألبيون ونادي ساوثهامبتون ونادي ساوثيند يونايتد وهاميلتون أكاديميكال.

## وصلات خارجية
- مات باترسون على موقع قاعدة بيانات كرة القدم.إي يو (الإنجليزية)
- مات باترسون على موقع Soccerbase.com (لاعب) (الإنجليزية)
- مات باترسون على موقع Soccerway.com (الإنجليزية)